# Pilgrimsleden i Klarälvdalen

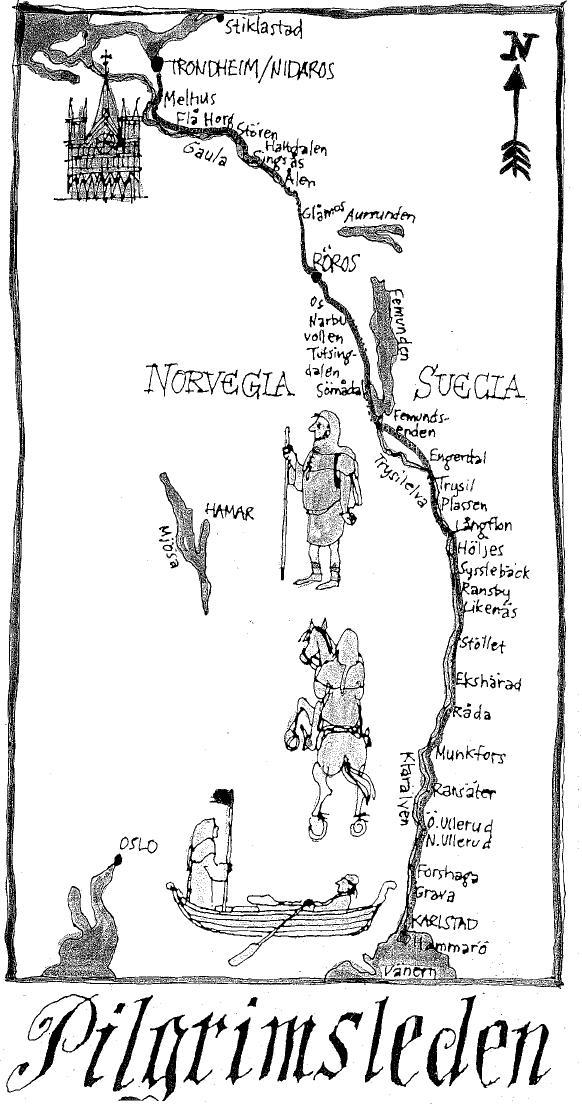
Karta över Pilgrimsleden från Hammarön till Trondheim.

Pilgrimsleden i Klarälvdalen är en medeltida pilgrimsled från Sankt Olofsgrytan på Grytudden i Hammarö kommun, söder om Karlstad, till Olav den heliges grav i Trondheim (dåvarande Nidaros), Norge.